# Resolució 446 del Consell de Seguretat de les Nacions Unides
La Resolució 446 del Consell de Seguretat de les Nacions Unides, aprovada per unanimitat el 22 de març de 1979, es va referir a la qüestió dels assentaments israelians als "territoris àrabs ocupats per Israel des de 1967, inclosa Jerusalem". Això es refereix als territoris palestins de Cisjordània, Jerusalem Est i Franja de Gaza, així com els Alts del Golan sirians.
En la Resolució, el Consell de Seguretat va determinar: "que la política i les pràctiques d'Israel a establir assentaments als territoris palestins i altres territoris àrabs ocupats des de 1967 no tenen validesa legal i constitueixen una obstrucció greu per assolir un acord integral, just i pau duradora a l'Orient Mitjà "
La Resolució va ser aprovada per 12 vots contra cap, i 3 abstencions de Noruega, el Regne Unit i els Estats Units d'Amèrica.

## Text de resolució
El Consell de Seguretat,
"Havent sentit" la declaració del Representant Permanent de Jordània i altres declaracions formulades davant el Consell,
"Destacant" la necessitat urgent d'aconseguir una pau global, justa i duradora a l'Orient Mitjà,
Afirmant una vegada més que la Quarta Convenció de Ginebra relatiu a la protecció de persones civils en temps de guerra del 12 d'agost de 1949 és aplicable als territoris àrabs ocupats per Israel des de 1967, inclosa Jerusalem,
1. "Determina" que la política i les pràctiques d'Israel a establir assentaments als territoris palestins i altres territoris àrabs ocupats des de 1967 no tenen validesa legal i constitueixen una obstrucció greu per assolir una pau global, justa i duradora a l'Orient Mitjà;
2. "Deplora profundament" el fracàs d'Israel per complir amb les resolucions del Consell de Seguretat 237 (1967), de 14 de juny de 1967, 252 (1968) del 21 de maig de 1968 i 298 (1971) de 25 de setembre de 1971 i la declaració de consens del President del Consell de Seguretat de l'11 de novembre de 1976 2/ i les resolucions de l'Assemblea General 2253 (ES-V) i 2254 (ES-V) de 4 i 14 de juliol de 1967, 32/5 de 28 d'octubre de 1977 i 33/113 de 18 de desembre de 1978;
3. "Demana una vegada més" que Israel, com a Potència ocupant, respecti escrupolosament la Quarta Convenció de Ginebra de 1949 per rescindir les seves mesures anteriors i desistir de prendre qualsevol acció que provocaria canviar l'estatut jurídic i la naturalesa geogràfica i afectar materialment la composició demogràfica dels territoris àrabs ocupats des de 1967, inclosa Jerusalem, i, en particular, no transferir parts de la seva pròpia població civil als territoris àrabs ocupats;
4. Estableix una Comissió integrada per tres membres del Consell de Seguretat que seran nomenats pel president del Consell, després de consultes amb els membres del Consell, per examinar la situació relativa als assentaments als territoris àrabs ocupats des de 1967, inclòs Jerusalem;
5. Demana a la Comissió que presenti el seu informe al Consell de Seguretat abans de l'1 de juliol de 1979;
6. Demana al Secretari General que proporcioni a la Comissió les instal·lacions necessàries perquè pugui dur a terme la seva missió.
7. Decideix mantenir la situació als territoris ocupats sota un escrutini constant i tancat i tornar a reunir-se al juliol de 1979 per revisar la situació a la llum de les conclusions de la Comissió.

## Resolució 446 del Consell de Seguretat i la IV Convenció de Ginebra
La resolució 446 afirma "una vegada més que la Quarta Convenció de Ginebra relativa a la protecció de persones civils en temps de guerra del 12 d'agost de 1949 és aplicable als territoris àrabs ocupats per Israel des de 1967, inclosa Jerusalem". Tomis Kapitan informa que:
"A la vista de la comunitat mundial, la seva presència [d'Israel] allí [als Territoris Ocupats] està sotmesa al dret internacional que tracta l'ocupació bel·ligerant, concretament el Quart Conveni de Ginebra de 1949 ... Permetre mesures de necessitat militar, el Conveni prohibeix les alteracions del sistema legal, la transferència o la deportació forçosa de la població resident, i el reassentament per part del poder ocupant de la seva pròpia població civil dins del territori ocupat. Israel ha violat aquestes disposicions, però va disputar la seva sol·licitud a causa que Cisjordània (en particular) és un territori "disputat" o "no assignat" en comptes d'ocupat d'una nació que és part del Conveni de Ginebra."
L'argument d'Israel contra l'aplicabilitat del conveni va ser formulat per Meir Shamgar i es basa en una interpretació de l'article 2, que diu:
"A més de les disposicions que s'aplicaran en temps de pau, el present Conveni s'aplicarà a tots els casos de guerra declarada o de qualsevol altre conflicte armat que pugui sorgir entre dues o més de les Altes Parts Contractants, fins i tot si l'estat de la guerra no és reconegut per un d'ells.
La Convenció també s'aplicarà a tots els casos d'ocupació parcial o total del territori d'una Alta Part Contractant, fins i tot si aquesta ocupació es produeix sense resistència armada."
L'argument del govern (realitzat d'antuvi per Moixé Dayan en un discurs davant l'ONU el 1977) és que ni Cisjordània ni Gaza eren el territori d'un "Alt poder contractant" en el moment que van ser ocupats per Israel i que per tant, la Convenció no s'aplica.
El 1993, el Consell de Seguretat de l'ONU "actuant en virtut del Capítol VII de la Carta sobre les Nacions Unides" va aprovar un informe del Secretari General que va concloure sense cap dubte que la llei aplicable en els conflictes armats que figurava en els Convenis de Ginebra del 12 d'agost de 1949 i la Convenció de l'Haia (IV) de 18 d'octubre de 1907 s'havia convertit en part del dret consuetudinari internacional. Els incompliments dels principis continguts en les convencions es van sotmetre posteriorment a la competència dels tribunals penals internacionals, inclòs el Tribunal Penal Internacional per a l'antiga Iugoslàvia i la Cort Penal Internacional.
Gershom Gorenberg ha escrit que el govern israelià va saber al principi que estava violant la Convenció de Ginebra mitjançant la creació d'assentaments civils als territoris sota l'administració de les FDI. Va explicar que com a conseller legal del Ministeri d'Afers Exteriors, Theodor Meron era l'expert en dret internacional d'Israel. El 16 de setembre de 1967, Meron va escriure un memoràndum secret al Sr. Adi Yafeh, Secretari polític del Primer Ministre sobre "Assentament en els Territoris Administrats", que va dir: "La meva conclusió és que l'assentament de civils en els territoris administrats" contravé les disposicions del Quart Conveni de Ginebra". Moixé Dayan va escriure un memoràndum secret el 1968 que va proposar un assentament massiu als territoris que va dir que "Establir israelians en territori administrat, com se sap, contravé les convencions internacionals, però no hi ha res essencialment nou sobre això".
Les posicions d'Israel no han estat acceptades pel Comitè Internacional de la Creu Roja ni han estat aprovades per les altres Altes Parts Contractants del Quart Conveni de Ginebra. L'article 1 de la Convenció estableix que "Les altes parts contractants es comprometen a respectar i assegurar el respecte de la present Convenció "en totes les circumstàncies" (èmfasi afegit).
El 15 de juliol de 1999 es va reunir a les oficines centrals de les Nacions Unides a Ginebra una conferència de les altes parts contractants del Quart Conveni de Ginebra. Declara que la Convenció s'havia d'aplicar al Territori Palestí Ocupat, inclòs Jerusalem. En 2001 en una conferència d'un dia d'Altes Parts contractants, 114 països van aprovar una declaració de tres pàgines que reafirmava que els termes de la Convenció s'aplicaven als territoris palestinS.
L'agost de 2004, un equip de ministeri de justícia israelià creat pel fiscal general Menachem Mazuz per estudiar les ramificacions d'una sentència del Tribunal Mundial recomanava que el govern israelià considerés la possibilitat d'aplicar el Quart Conveni de Ginebra a Cisjordània i a Gaza.
Israel argumenta que no n'és una violació. En primer lloc, Israel argumenta que l'article es va crear només en el context de la Segona Guerra Mundial.
En segon lloc, només es pretén cobrir transferències "forçoses" i protegir la població local del desplaçament. L'apartat 1 de l'article 49 del Conveni cobreix específicament "transferències individuals" o "forçoses" massives, mentre que els israelians que viuen als assentaments s'hi han traslladat voluntàriament, i argumenten que els assentaments no estan destinats ni han resultat del desplaçament dels palestins de la zona. Tanmateix, l'apartat 6 de l'article 49 també prohibeix a Israel "transferir parts de la seva pròpia població civil al territori que ocupa", que cobriria els assentaments israelians.
En tercer lloc, Israel afirma que alguns dels pobladors han tornat a zones on existien assentaments jueus abans de 1948 (com Gush Etzion) i, per tant, és un tema completament diferent.
En quart lloc, Israel afirma que la Convenció de Ginebra només s'aplica en absència d'un acord de pau operatiu i entre dues potestats que accepten la Convenció. Des que els acords d'Oslo deixaren el problema dels assentaments per negociar-se més tard, els defensors d'aquesta opinió argumenten que els palestins van acceptar la presència temporal dels assentaments israelians pendents de negociacions posteriors, i que no hi ha cap base per declarar-los il·legals.

## Retirada unilateral de la Franja de Gaza
Israel va deixar la Franja de Gaza el setembre de 2005 i va eliminar tots els assentaments i forces militars que hi havia. Parts de Cisjordània, Jerusalem Oriental i els Alts del Golan romanen sota el control d'Israel encara avui. Israel manté el control de l'espai aeri i aigües territorials de Gaza. No ha controlat l'encreuament de Rafah a Egipte des que el pla de retirada unilateral de 2005 va entrar en vigor.